# Rhythmusinstrument
Als Rhythmusinstrument wird ein Musikinstrument bezeichnet, das hauptsächlich zum Spielen von Rhythmen verwendet wird. Hauptsächlich sind dies alle Arten von Schlaginstrumenten, etwa Trommeln und Rasseln. Aber auch andere Instrumente lassen sich als Rhythmusinstrumente verwenden.
Wenn Gitarren oder ähnliche Instrumente zur Liedbegleitung mit Akkorden verwendet werden, werden auch sie Rhythmusinstrument genannt. Auch ein Bassinstrument kann als Rhythmusinstrument dienen.
International bekannt sind neben dem Instrumentarium der Klassischen Musik und dem des Orffschen Schulwerks die Rhythmusinstrumente der lateinamerikanischen Musik. Dazu gehören Claves (Rumbahölzer), Maracas (Rumbakugeln), Chocalho, Chocallo oder Tubo (Schüttelrohr), Guiro oder Güiro („Gurke“) und Cowbell oder Cencerro (Kuhglocke).